# Dennis Ram
Dennis Ram ('s-Gravenhage, 30 maart 1974) is een Nederlands politicus namens de PVV. Hij was tussen 2022 tot 2023 lid van de Gemeenteraad van Groningen en tussen 2011 en 2023 lid van de Provinciale Staten van Groningen. Sinds 6 december 2023 is hij lid van de Tweede Kamer der Staten-Generaal. Daar is hij woordvoerder buitenlandse handel en ontwikkelingssamenwerking.

## Privé
Ram heeft vwo gedaan aan het Rijnlands Lyceum Wassenaar  in Wassenaar. Aan de Rijksuniversiteit Groningen studeerde hij kunstmatige intelligentie.
Max Aardema · Reinder Blaauw · Maikel Boon · Vincent van den Born · Martin Bosma · Willem Boutkan · René Claassen · Patrick Crijns · Marco Deen · Teun van Dijck · Emiel van Dijk · Eric Esser · Chris Faddegon · Dion Graus · Peter van Haasen · Hidde Heutink · Patrick van der Hoeff · Léon de Jong · Alexander Kops · Gidi Markuszower · Rachel van Meetelen · Jeremy Mooiman · Edgar Mulder · Jeanet Nijhof-Leeuw · Joeri Pool · Dennis Ram · Robert Rep · Raymond de Roon · Peter Smitskam · Folkert Thiadens · Nico Uppelschoten · Jan Valize · Martine van der Velde · Elmar Vlottes · Marina Vondeling · Henk de Vree · Geert Wilders
- Parlement.com: vm8dany2q7u8